# Nagrada hrvatskog glumišta za najbolje redateljsko, dirigentsko ili koreografsko ostvarenje – opereta ili mjuzikl
Popis dobitnika Nagrade hrvatskog glumišta u kategoriji najboljeg redateljskog, dirigentskog ili koreografskog ostvarenja - opereta ili mjuzikl. Nagrada se dodjeljuje svake dvije godine.
2003./2004. Dinko Appelt, Dora Ruždjak Podolski i Igor Barberić

2005./2006. Dinko Appelt

2007./2008. Dora Ruždjak Podolski

2009./2010. Krešimir Dolenčić

2011./2012. Igor Barberić

2013./2014. Igor Mešin

2015./2016. Igor Barberić

2017./2018. Nina Kleflin

2019./2020. Ozren Prohić

2022./2023. Leo Mujić